# James Magnussen
James Magnussen (Port Macquarie, 11 aprile 1991) è un ex nuotatore australiano, specializzato nello stile libero.
A Shanghai 2011 si è laureato, a sorpresa, campione del mondo sui 100 m sl. L'australiano ha conquistato un altro oro, nella 4x100 m sl ed un argento nella 4x100 m mista.
A Londra 2012 è stato sconfitto dall'americano Nathan Adrian nei 100 m sl, conquistando l'argento.

## Palmarès
- Giochi olimpici

Londra 2012: argento nei 100m sl e bronzo nella 4x100m misti.
Rio de Janeiro 2016: bronzo nella 4x100m sl.
- Mondiali

Shanghai 2011: oro nei 100m sl e nella 4x100m sl e argento nella 4x100m misti.
Barcellona 2013: oro nei 100m sl e argento nella 4x100m misti.
- Giochi del Commonwealth

Delhi 2010: oro nella 4x100m sl.
Glasgow 2014: oro nei 100m sl e nella 4x100m sl, argento nella 4x100m misti e bronzo nei 50m sl.
Gold Coast 2018: oro nella 4x100m sl.
- Giochi PanPacifici

Irvine 2010: argento nella 4x100m sl.
Gold Coast 2014: oro nella 4x100m sl e bronzo nei 100m sl.